# Mariano Miguel de Reynoso
Mariano Miguel de Reynoso y Abril (Valladolid, 8 de mayo de 1799-Valladolid, 29 de abril de 1863). Político español perteneciente al partido moderado,  primer responsable del Ministerio de Fomento, desde el 20 de octubre de 1851 hasta su renuncia el 15 de noviembre de 1852, del gobierno presidido por Juan Bravo Murillo, durante el reinado de Isabel II.

## Vida
Hijo de Mariano de Reynoso y Lucía Abril Gómez-Pico, una distinguida familia vallisoletana. Estudio en la Academia de Matemáticas y en la real Academia de Bellas Artes de la Purísima Concepción, ejerciendo como profesor de matemáticas en su ciudad natal, más tarde abrazó en la Milicia la carrera de las armas y se distinguió en el ejército constitucional durante tres años, desde 1820.
Vivió oculto durante el periodo del régimen absoluto, regresando a la política tras la muerte de Fernando VII, en el año 1833. Fue alcalde de Valladolid y diputado en las Cortes por Valladolid entre los años 1837 y 1846, figurando en el partido moderado. En 1847 fue nombrado Senador vitalicio del Reino, y en julio de 1848 fue agraciado con el título de caballero de la Orden de Carlos III. Más adelante desempeñó distintos cargos en la rama de la agricultura, siendo en 1851 el primer ministro de Fomento, quién se encargó de levantar diferentes proyectos de ferrocarriles y de aprobar el establecimiento de diferentes escuelas; contribuyendo al perfeccionamiento de las Escuelas de ingenieros, canales, montes y minas; aprobando el establecimiento de la Escuela de Artes y Oficios en Béjar tras la Real Orden firmada por la reina Isabel II en 1852; así como el fomento de la Cría Caballar, sociedad fundada en 1841 que hasta el año 2015 ha sido la única entidad reconocida internacionalmente para avalar y acreditar genealogías y resultados de carreras de caballos en España, fundando nuevas escuelas veterinarias. En el año 1852 renuncia al ministerio retirándose a su ciudad natal.
Perteneció a la Sociedad de Amigos del País y a todas las sociedades vallisoletanas de la primera mitad del siglo XIX, tanto artísticas como culturales o políticas.

## Muerte
Falleció en el año 1863 a causa de una neumonía. Esta enterrado en el Cementerio de El Carmen de Valladolid. 